# Pojezierze Mazurskie
Pojezierze Mazurskie (842.8) – makroregion geograficzny w północno-wschodniej Polsce, stanowiący część Pojezierzy Wschodniobałtyckich.

## Środowisko przyrodnicze
Region graniczy z Niziną Staropruską na północy, Pojezierzem Iławskim na zachodzie, Pojezierzem Chełmińsko-Dobrzyńskim na południowym zachodzie, Niziną Północnomazowiecką na południu, Niziną Północnopodlaską na południowym wschodzie i Pojezierzem Litewskim na wschodzie.
Pojezierze obejmuje ciągi moren czołowych trzech głównych faz zlodowacenia bałtyckiego (jęzor mazurski). Rzeźba jest bardzo urozmaicona; łańcuchy wzgórz morenowych (kulminacja na Wzgórzach Szeskich, 309 m n.p.m.), zagłębienia bezodpływowe, kemy, ozy, w południowej części pola sandrowe. Występują liczne jeziora, które zajmują ok. 7% powierzchni tego pojezierza, m.in. 2 największe w Polsce – Śniardwy i Mamry oraz Niegocin, Nidzkie, Roś i Tałty. Liczba jezior o powierzchni powyżej 1 ha wynosi 2700.
Rzeki wypływające z Pojezierza Mazurskiego należą do dorzeczy Narwi (Omulew, Rozoga, Szkwa, Pisa, Ełk) i Pregoły (Łyna z Gubrem, Węgorapa).

## Podział na mezoregiony
W skład Pojezierza Mazurskiego wchodzą następujące jednostki fizycznogeograficzne (mezoregiony):
- 842.81 Pojezierze Olsztyńskie
- 842.82 Pojezierze Mrągowskie
- 842.83 Kraina Wielkich Jezior Mazurskich
- 842.84 Kraina Węgorapy
- 842.85 Wzgórza Szeskie
- 842.86 Pojezierze Ełckie
- 842.87 Równina Mazurska
- 842.88 Równina Olsztynka
- 842.89 Wysoczyzna Jeziorańsko-Bisztynecka

## Fauna

### Ssaki
W puszczach Pojezierza Mazurskiego wyodrębniono dzikie mateczniki w celu zachowania pierwotnej fauny. W rezerwatach tych czynione są próby ratowania żubra (Puszcza Borecka), łosia i bobra. Ze zwierzyny łownej wymienić należy przede wszystkim jelenia, sarnę, dzika i zająca. Z mniejszych gryzoni żyją tu wiewiórka, smużka, nornica ruda, piżmak, mysz. Występuje też kilka gatunków ssaków owadożernych: jeż, kret, ryjówka. W rejonie tym występują także: wilk szary, ryś, lis, kuna leśna, borsuk oraz nietoperze.

### Ptaki
Region ten nazywany bywa "ptasim rajem". Ptaki zamieszkujące lasy, jeziora, rzeki, bagna, torfowiska, łąki i pola tworzą bogatą, bo liczącą ponad 350 gatunków awifaunę. W lasach występują: głuszec, jarząbek, cietrzew, kruk, orzechówka, sójka, dzięcioł, orzeł przedni i wiele innych. Nad polami i łąkami krążą myszołowy oraz błotniaki. Nad rzekami i jeziorami występuje kania. Ponadto występują jastrząb, łabędź, krogulec, sokół, gęś, kaczka, perkoz, czapla, żuraw i kormoran.

### Płazy i gady
Liczba gatunków płazów i gadów jest w porównaniu z innymi grupami stosunkowo niewielka. Z płazów należy wymienić traszki, żaby, ropuchy i kumaki nizinne. Z gadów na uwagę zasługują: żółw błotny, jaszczurka, zaskroniec oraz jadowita żmija zygzakowata.

### Ryby i inne zwierzęta wodne
Z rzek zbadanych przez ichtiologów na podkreślenie zasługuje rzeka Drwęca i jej dopływy. Występują tam gatunki typowe zarówno dla wód o charakterze nizinnym, jak i podgórskim: łosoś, troć, śliz, strzebla potokowa, głowacz, kleń, jelec, brzana i piekielnica.
W jeziorach żyją gatunki takie jak: sielawa, sieja, stynka, sum, szczupak, płoć, leszcz, okoń, krąp, węgorz, peluga, amur biały, tołpyga biała i tołpyga pstra. W skład zooplanktonu wchodzą głównie skorupiaki i wrotki.

### Owady
Na Pojezierzu Mazurskim występuje duża liczba owadów, a wśród nich pszczoły i inne gatunki zapylające kwiaty. Liczne gatunki owadów z uwagi na wspaniałe ubarwienie są ważnym elementem estetycznym, zwracającym na omawianym terenie szczególną uwagę. Do nich przede wszystkim zaliczyć należy różnego rodzaju motyle. Pod ochroną znajdują się wszystkie gatunki biegaczy, tęczników i trzmieli. Nad wodami jezior często spotykane są ważki.

## Przyroda chroniona i turystyka

### Parki krajobrazowe
Dla zachowania najcenniejszych zespołów przyrodniczych wydzielono obszary chronionego krajobrazu – Mazurski Park Krajobrazowy (40 000 ha, w tym lasów 18 000 ha, wód 15 000 ha). Na jego terenie znajduje się jezioro Śniardwy.
Ponadto na obszarze Pojezierza Mazurskiego znajduje się 114 rezerwatów przyrody.

### Pomniki przyrody
Ogólna liczba drzew zaliczanych do pomników przyrody w tym regionie wynosi 1060. Są to m.in. Dąb Królewski w Rucianem i Dąb nad Mukrem na brzegu Jeziora Mokre. Znajduje się tu też 139 głazów narzutowych, których obwody dochodzą do 19 m. Pod ochronę rezerwatową wzięto pola tych głazów i nazwano je „Fuledzki Róg”, „Dobieński Róg” oraz „Fafieski Róg".

### Możliwości uprawiania turystyki kwalifikowanej
W regionie Mazurskim istnieje wiele możliwości uprawiania turystyki kwalifikowanej. Wyznaczono wiele szlaków żeglugowych, kajakowych oraz znakowanych szlaków pieszych. Do szlaków żeglugowych należą trasy:
- Giżycko – Węgorzewo
- Giżycko – Mikołajki – Ruciane-Nida
- Mikołajki – Pisz
- Mikołajki – Ryn

Opisywany region dzięki obfitości i różnorodności jezior, malowniczości rzek i strumieni oraz sieci kanałów łączących jeziora w systemy dróg wodnych, posiada doskonałe warunki do uprawiania turystyki kajakowej. Główne szlaki kajakowe to:
- szlak rzeki Krutyni (najpopularniejszy szlak kajakowy na Mazurach, jeden z najatrakcyjniejszych szlaków wodnych w Polsce. Prowadzi przez kilkanaście jezior połączonych krótkimi rzekami, tzw. strugami, objętych wspólnym mianem rzeki Krutyni)
- szlak rzeki Sapiny (popularny szlak kajakowy północno-wschodniej części Pojezierza Mazurskiego. Początek na południowym brzegu Jez. Kruklin w pobliżu wsi Kruklin).

Natomiast najważniejsze znakowane szlaki piesze to:
- Szlak im. K.I. Gałczyńskiego,
- Szlak im. K. Małłka,
- Szlak okrężny,
- Wielki szlak Mazur Garbatych,
- Szlak im. M. Kajki

## Gospodarka
Obszar Pojezierza Mazurskiego ma charakter rolniczo-przemysłowy, z wzrastającym udziałem usług, m.in. handlu i turystyki. W 1989 r. rozpoczął się proces stopniowej restrukturyzacji, modernizacji i prywatyzacji gospodarki, zwłaszcza handlu, hotelarstwa, usług transportowych i budownictwa.
Główne gałęzie przemysłu: spożywczy (mleczarski, mięsny, młynarski, rybny, piwowarski), drzewny (tartaczny, meblowy), chemiczny (gumowy), maszynowy, elektromaszynowy.